# ジェームズ・スティーヴンス (労働運動家)
ジェームズ・スティーヴンス（James Stephens、1821年8月8日 - 1889年11月14日）は、ウェールズ出身の石工、チャーティスト、オーストラリアの労働組合運動家。

## 生い立ち
スティーヴンスは、ウェールズ南東部のモンマスシャー州チェプストウに生まれた。若い頃にチェプストウを離れ、当時、チャーティズムの形成期の拠点のひとつであったニューポートヘ移った。スティーヴンスは、1839年に石工組合 (the Masons' Society) に加入したが、同年の遅い時期には、仕事中に30フィート（およそ9メートル）の高さから落下し、重傷を負った。

## ニューポートのチャーティスト運動
スティーヴンスはチャーティスト運動に加わり、ニューポート蜂起にも参加し、兵士が蜂起した群衆に発砲して20人の死者を出したウェストゲート・ホテルの暴動と武力鎮圧の場面にも居た。彼は「手荒く扱われた (severely handle)」が、ロンドンへ逃亡した。ウィンザー城の現場で石工として働いていたが、チャーティストであったことが知れて、解雇された。
その後、ウェストミンスターの新しい国会議事堂の現場で働くうちに、スティーヴンスは、同じような考えの仲間が周りにいることに気づいた。スティーヴンスは、このときまだチャーティストとして活動していたが、この考えを支持した多くの者たちと同じように、職種別労働組合の運動へと、徐々に力を振り向けるようになっていった。スティーヴンスは、石工たちの指導者として頭角を現し、労働組合の組織者として幅広い経験を積んだ。

## 1853年のオーストラリアへの移民
オーストラリアのゴールドラッシュによって、熟練労働者への需要が急激に高まったのを受け、他の多くのチャーティストたちと同様に、スティーヴンスもヴィクトリア植民地への移住を決意し、1853年に現地に到着した。

## 労働者たちの指導者として
1855年2月、いったん禁止されていた熟練石工組合 (the Operative Masons' Society) の活動が復活すると、スティーヴンスは、ジェームズ・ギャロウェイ (James Galloway) とともに地元に支部を結成した。その集会は、「八時間労働制を求める運動」先駆となった。スティーヴンスは、チャーティスト流の言葉遣いで、説得に応じない強情な手合いには、必要とあれば「物理的な力 (physical force)」を使うこと、組合に与しない者を強制的に組合に加入させることを主張した。しかし、雇用者側と、熟練工たちの交渉によって、1856年春には8時間労働制が導入される運びとなり、この問題は解決した。「栄光の4月21日 (the glorious 21st of April)」にスティーヴンスは大規模なデモ活動を率い、次のように書き記した。「その日は焼けるように暑い日だったが、これはよい機会だと私は考え、皆を召集して私について行進することを提案したところ、直ちに合意が成り、皆を率いて...議事堂の方へ向かうと、そこで働いていた者たちも、作業の道具を捨てて、行進に加わった。」

## 晩年
その後もスティーヴンスは、組合活動家としてしばらく活動していたが、後には、組合が承認していない下請け行為によって、その犠牲になっていたと主張した。
スティーヴンスは、メルボルンで、貧困のうちに没した。